# Карагинский язык
Карагинский язык — язык алюторцев, относящийся к чукотско-камчатской семье палеоазиатских языков.

## Распространение
Карагинский язык был распространён в Карагинском районе Камчатского края. Вероятно, к настоящему моменту уже вымер.

## Особенности
Принадлежит к t-диалектам, определяется как диалект алюторского или как самостоятельный язык (по мнению О. А. Мудрака, обособившийся раньше других чукотско-корякских). В отличие от алюторского, характеризуется гласными о и е, участвующими в сингармонизме.